# Constantin Racoviță
Constantin Racoviță (* ?; † Februar 1764 in Bukarest) war Mitte des 18. Jahrhunderts zweimal Fürst der Walachei (1753–56 und 1763–64) sowie zweimal Fürst der Moldau (1749–53 und 1756–57).
Wie sein Vater Fürst Mihai Racoviță gelangte er mithilfe einflussreicher Griechen an die Macht und umgab sich auch als Herrscher vor allem mit Hellenen. Unter Constantin Racovită erreichten die Steuerleistungen in den Donaufürstentümern unerträgliche Ausmaße, aber auch die zahlreichen Missbräuche und Gesetzlosigkeiten der griechischen Günstlinge empörten die autochthone Bevölkerung sehr. Dennoch kam es zu keinen sozialen Umwälzungen.
Racovită starb im Februar 1764 in Bukarest infolge eines üppigen Gelages.
| Personendaten    | Personendaten                                                 |
| ---------------- | ------------------------------------------------------------- |
| NAME             | Racoviță, Constantin                                          |
| KURZBESCHREIBUNG | Herrscher des Fürstentums Moldau und des Fürstentums Walachei |
| GEBURTSDATUM     | 18. Jahrhundert                                               |
| STERBEDATUM      | Februar 1764                                                  |
| STERBEORT        | Bukarest                                                      |